# Olympische Jugend-Sommerspiele 2014/Badminton (Mixed)
Bei den Olympischen Jugend-Sommerspielen 2014 in Nanjing wurden vom 17. bis 22. August 2014 drei Wettbewerbe im Badminton ausgetragen. Die Wettkämpfe fanden im Nanjing Sport Institute statt. Folgend die Ergebnisse im Mixed.

## Ergebnisse

### Gruppenphase

#### Gruppe A
| Platz | Name                                  | Spiele | gew. | verl. | Sätze gew. | Sätze verl. | Punkte gew. | Punkte verl. |
| ----- | ------------------------------------- | ------ | ---- | ----- | ---------- | ----------- | ----------- | ------------ |
| 1     | Andraž Krapež Alida Chen              | 3      | 3    | 0     | 6          | 1           | 143         | 106          |
| 2     | Ruslan Sarsekenov Akane Yamaguchi     | 3      | 2    | 1     | 4          | 2           | 120         | 107          |
| 3     | Aditya Joshi Tessa Kabelo             | 3      | 1    | 2     | 3          | 5           | 145         | 152          |
| 4     | Abdelrahman Abdelhakim Mariya Mitsova | 3      | 0    | 3     | 1          | 6           | 103         | 146          |

| Nr. | Datum            | Ergebnis                                                                | Ergebnis | Ergebnis | Ergebnis | Ergebnis |
| --- | ---------------- | ----------------------------------------------------------------------- | -------- | -------- | -------- | -------- |
| 1   | 17. August 18:30 | Andraž Krapež Alida Chen Abdelrahman Abdelhakim Mariya Mitsova          | 21 13    | 21 10    |          |          |
| 2   | 17. August 18:30 | Ruslan Sarsekenov Akane Yamaguchi Aditya Joshi Tessa Kabelo             | 21 17    | 21 10    |          |          |
| 3   | 18. August 10:10 | Ruslan Sarsekenov Akane Yamaguchi Abdelrahman Abdelhakim Mariya Mitsova | 21 13    | 21 16    |          |          |
| 4   | 18. August 15:50 | Andraž Krapež Alida Chen Aditya Joshi Tessa Kabelo                      | 21 13    | 17 21    | 21 13    |          |
| 5   | 19. August 15:15 | Andraž Krapež Alida Chen Ruslan Sarsekenov Akane Yamaguchi              | 21 19    | 21 17    |          |          |
| 6   | 19. August 15:50 | Aditya Joshi Tessa Kabelo Abdelrahman Abdelhakim Mariya Mitsova         | 20 22    | 21 18    | 21 11    |          |

#### Gruppe B
| Platz | Name                                  | Spiele | gew. | verl. | Sätze gew. | Sätze verl. | Punkte gew. | Punkte verl. |
| ----- | ------------------------------------- | ------ | ---- | ----- | ---------- | ----------- | ----------- | ------------ |
| 1     | Mek Narongrit Qin Jinjing             | 3      | 3    | 0     | 6          | 0           | 126         | 60           |
| 2     | Daniel Guda Ruselli Hartawan          | 3      | 2    | 1     | 4          | 2           | 116         | 90           |
| 3     | Luís Enrique Peñalver Chlorie Cadeau  | 3      | 1    | 2     | 2          | 4           | 87          | 118          |
| 4     | Devins Mananga Nzoussi Mia Blichfeldt | 3      | 0    | 3     | 0          | 6           | 65          | 126          |

| Nr. | Datum            | Ergebnis                                                                   | Ergebnis | Ergebnis | Ergebnis | Ergebnis |
| --- | ---------------- | -------------------------------------------------------------------------- | -------- | -------- | -------- | -------- |
| 1   | 17. August 18:30 | Daniel Guda Ruselli Hartawan Devins Mananga Nzoussi Mia Blichfeldt         | 21 10    | 21 7     |          |          |
| 2   | 17. August 19:05 | Mek Narongrit Qin Jinjing Luís Enrique Peñalver Chlorie Cadeau             | 21 8     | 21 6     |          |          |
| 3   | 18. August 18:30 | Mek Narongrit Qin Jinjing Devins Mananga Nzoussi Mia Blichfeldt            | 21 9     | 21 5     |          |          |
| 4   | 18. August 19:05 | Daniel Guda Ruselli Hartawan Luís Enrique Peñalver Chlorie Cadeau          | 21 12    | 21 19    |          |          |
| 5   | 19. August 18:30 | Mek Narongrit Qin Jinjing Daniel Guda Ruselli Hartawan                     | 21 13    | 21 19    |          |          |
| 6   | 19. August 19:05 | Luís Enrique Peñalver Chlorie Cadeau Devins Mananga Nzoussi Mia Blichfeldt | 21 16    | 21 18    |          |          |

#### Gruppe C
| Platz | Name                         | Spiele | gew. | verl. | Sätze gew. | Sätze verl. | Punkte gew. | Punkte verl. |
| ----- | ---------------------------- | ------ | ---- | ----- | ---------- | ----------- | ----------- | ------------ |
| 1     | Cheam June Wei Ng Tsz Yau    | 3      | 3    | 0     | 6          | 0           | 127         | 77           |
| 2     | Lin Guipu Kim Ga-eun         | 3      | 2    | 1     | 4          | 3           | 144         | 105          |
| 3     | Wolfgang Gnedt Sabrina Solis | 3      | 1    | 2     | 2          | 5           | 94          | 137          |
| 4     | Tanguy Citron Daniela Macías | 3      | 0    | 3     | 2          | 6           | 118         | 164          |

#### Gruppe D
| Platz | Name                             | Spiele | gew. | verl. | Sätze gew. | Sätze verl. | Punkte gew. | Punkte verl. |
| ----- | -------------------------------- | ------ | ---- | ----- | ---------- | ----------- | ----------- | ------------ |
| 1     | Lu Chia-hung Lee Ying Ying       | 3      | 3    | 0     | 6          | 2           | 162         | 128          |
| 2     | Dragoslav Petrović Liang Xiaoyu  | 3      | 1    | 2     | 4          | 4           | 144         | 152          |
| 3     | Phạm Cao Cường Aliye Demirbağ    | 3      | 1    | 2     | 4          | 5           | 156         | 173          |
| 4     | Luis Ramón Garrido Kristin Kuuba | 3      | 1    | 2     | 2          | 5           | 129         | 138          |

#### Gruppe E
| Platz | Name                                | Spiele | gew. | verl. | Sätze gew. | Sätze verl. | Punkte gew. | Punkte verl. |
| ----- | ----------------------------------- | ------ | ---- | ----- | ---------- | ----------- | ----------- | ------------ |
| 1     | Kanta Tsuneyama Lee Chia-hsin       | 3      | 3    | 0     | 6          | 1           | 141         | 85           |
| 2     | Lee Cheuk Yiu Magda Konieczna       | 3      | 2    | 1     | 5          | 4           | 159         | 176          |
| 3     | Dipesh Dhami Busanan Ongbumrungpan  | 3      | 1    | 2     | 3          | 5           | 144         | 157          |
| 4     | Krzysztof Jakowczuk Clara Azurmendi | 3      | 0    | 3     | 2          | 6           | 129         | 155          |

#### Gruppe F
| Platz | Name                           | Spiele | gew. | verl. | Sätze gew. | Sätze verl. | Punkte gew. | Punkte verl. |
| ----- | ------------------------------ | ------ | ---- | ----- | ---------- | ----------- | ----------- | ------------ |
| 1     | Shi Yuqi Joy Lai               | 3      | 3    | 0     | 6          | 0           | 126         | 90           |
| 2     | Alex Vlaar Janine Lais         | 3      | 1    | 2     | 2          | 4           | 106         | 114          |
| 3     | Ygor Coelho Vladyslava Lesnaya | 3      | 1    | 2     | 2          | 4           | 105         | 115          |
| 4     | Seo Seung-jae Doha Hany        | 3      | 1    | 2     | 2          | 4           | 98          | 116          |

#### Gruppe G
| Platz | Name                            | Spiele | gew. | verl. | Sätze gew. | Sätze verl. | Punkte gew. | Punkte verl. |
| ----- | ------------------------------- | ------ | ---- | ----- | ---------- | ----------- | ----------- | ------------ |
| 1     | Anthony Ginting Katarina Beton  | 3      | 3    | 0     | 6          | 0           | 126         | 89           |
| 2     | Muhammed Ali Kurt Maja Pavlinić | 3      | 2    | 1     | 4          | 2           | 122         | 102          |
| 3     | Max Weißkirchen Rugshaar Ishaak | 3      | 1    | 2     | 2          | 4           | 101         | 121          |
| 4     | Vladimir Shishkov Luise Heim    | 3      | 0    | 3     | 0          | 6           | 89          | 126          |

#### Gruppe H
| Platz | Name                             | Spiele | gew. | verl. | Sätze gew. | Sätze verl. | Punkte gew. | Punkte verl. |
| ----- | -------------------------------- | ------ | ---- | ----- | ---------- | ----------- | ----------- | ------------ |
| 1     | Sachin Dias He Bingjiao          | 2      | 2    | 0     | 4          | 0           | 84          | 51           |
| 2     | Bernard Ong Thilini Pramodika    | 2      | 1    | 1     | 2          | 2           | 75          | 60           |
| 3     | Daniel Mihigo Lole Courtois      | 2      | 0    | 2     | 0          | 4           | 36          | 84           |
| 4     | Abraham Ayittey Ruthvika Shivani | －     | －   | －    | －         | －          | －          | －           |

### Endrunde
|  | Viertelfinale | Viertelfinale                 | Viertelfinale                 | Viertelfinale | Viertelfinale |                               |                                | Halbfinale                | Halbfinale | Halbfinale | Halbfinale | Halbfinale |  |  | Finale | Finale | Finale | Finale | Finale |
|  |               |                               |                               |               |               |                               |                                |                           |            |            |            |            |  |  |        |        |        |        |        |
|  | A             | Andraž Krapež Alida Chen      | 9                             | 20            |               |                               |                                |                           |            |            |            |            |  |  |        |        |        |        |        |
|  | B[5/8]        | Mek Narongrit Qin Jinjing     | 21                            | 21            |               |                               |                                |                           |            |            |            |            |  |  |        |        |        |        |        |
|  | B[5/8]        | Mek Narongrit Qin Jinjing     | 21                            | 21            | 5/8           | Mek Narongrit Qin Jinjing     | 11                             | 7                         |            |            |            |            |  |  |        |        |        |        |        |
|  |               |                               |                               |               |               | Mek Narongrit Qin Jinjing     | 11                             | 7                         |            |            |            |            |  |  |        |        |        |        |        |
|  |               |                               | Cheam June Wei Ng Tsz Yau     | 21            | 21            |                               |                                |                           |            |            |            |            |  |  |        |        |        |        |        |
|  | C             | Cheam June Wei Ng Tsz Yau     | Cheam June Wei Ng Tsz Yau     | 21            | 21            | 21                            | 21                             |                           |            |            |            |            |  |  |        |        |        |        |        |
|  | C             | Cheam June Wei Ng Tsz Yau     |                               |               |               |                               |                                |                           |            |            |            |            |  |  |        |        |        |        |        |
|  | D             | Lu Chia-hung Lee Ying Ying    | 16                            | 19            |               |                               |                                |                           |            |            |            |            |  |  |        |        |        |        |        |
|  |               |                               |                               |               |               |                               |                                | Cheam June Wei Ng Tsz Yau | 21         | 23         |            |            |  |  |        |        |        |        |        |
|  |               | 5/8                           | Kanta Tsuneyama Lee Chia-hsin | 14            | 21            |                               |                                |                           |            |            |            |            |  |  |        |        |        |        |        |
|  | E             | Kanta Tsuneyama Lee Chia-hsin | 21                            | 21            |               |                               |                                |                           |            |            |            |            |  |  |        |        |        |        |        |
|  | F[3/4]        | Shi Yuqi Joy Lai              | 18                            | 9             |               |                               |                                |                           |            |            |            |            |  |  |        |        |        |        |        |
|  | F[3/4]        | Shi Yuqi Joy Lai              | 18                            | 9             | 5/8           | Kanta Tsuneyama Lee Chia-hsin | 21                             | 7                         | 21         |            |            |            |  |  |        |        |        |        |        |
|  |               |                               |                               |               |               | Kanta Tsuneyama Lee Chia-hsin | 21                             | 7                         | 21         |            |            |            |  |  |        |        |        |        |        |
|  |               | 2                             | Sachin Dias He Bingjiao       | 14            | 21            | 19                            |                                |                           |            |            |            |            |  |  |        |        |        |        |        |
|  | G[5/8]        | 2                             | Sachin Dias He Bingjiao       | 14            | 21            | 19                            | Anthony Ginting Katarina Beton | 21                        | 17         | 17         |            |            |  |  |        |        |        |        |        |
|  | G[5/8]        |                               |                               |               |               |                               | Anthony Ginting Katarina Beton | 21                        | 17         | 17         |            |            |  |  |        |        |        |        |        |
|  | H[2]          | Sachin Dias He Bingjiao       | 18                            | 21            | 21            |                               |                                |                           |            |            |            |            |  |  |        |        |        |        |        |